# ورخنی
ورخنی (انگلیسی: Verkhny) یک شهرک در شهرستان چیشمینسکی در استان باشقیرستان کشور روسیه است.